# Arrondissement Saint-Calais
Saint-Calais is een voormalig arrondissement in het departement Sarthe in de Franse regio Pays de la Loire. Het arrondissement werd op 17 februari 1800 gevormd en op 10 september 1926 opgeheven. De zes kantons werden bij de opheffing verdeeld over de arrondissementen La Flèche en Mamers.

## Kantons
Het arrondissement was samengesteld uit de volgende kantons:
- kanton Bouloire - toegevoegd aan het arrondissement Mamers
- kanton La Chartre-sur-le-Loir - toegevoegd aan het arrondissement La Flèche
- kanton Château-du-Loir - toegevoegd aan het arrondissement La Flèche
- kanton Le Grand-Lucé - toegevoegd aan het arrondissement La Flèche
- kanton Saint-Calais - toegevoegd aan het arrondissement Mamers
- kanton Vibraye - toegevoegd aan het arrondissement Mamers